# داودا جاوارا
داودا جاوارا (بالإنجليزية: Dawda Kairaba Jawara)‏ هو أول قائد لدولة غامبيا حيث كان وزيرا أولا للدولة بين عامي 1962 و 1970 ثم رئيسا بين عامي 1970 و1994. تولى الحزب التقدم الشعبي وفاز في انتخابات وانتصر على بيار نجي زعيم الحزب الاتحادي وأصبح رئيسا للجمهورية حتى انقلاب 1994.

## وصلات خارجية
- داودا جاوارا على موقع الموسوعة البريطانية (الإنجليزية)
- داودا جاوارا على موقع مونزينجر (الألمانية)